# John FitzAlan, XIII conte di Arundel
John FitzAlan (1º agosto 1385 – 21 aprile 1421) è stato un nobile inglese, conte di Arundel.

## Biografia
Era figlio di John FitzAlan, II barone di Arundel e di Elizabeth le Despenser.
Divenne barone di Arundel alla morte del padre nel 1390 e barone Maltravers alla morte della nonna nel 1405.
Nel 1415 suo cugino Thomas FitzAlan, XII conte di Arundel morì senza figli maschi lasciandolo proprio erede. L'anno successivo John poté così sedere in parlamento come tredicesimo conte di Arundel.
Tuttavia l'eredità venne contestata da Thomas Mowbray, I duca di Norfolk, che aveva sposato la figlia maggiore del precedente conte. La disputa non venne risulta durante la vita di John, il quale conseguentemente trovò sempre posto in Parlamento ma come Barone Maltravers.

### Famiglia
John sposò Eleanor Berkeley, figlia di Sir John Berkeley (1349–1428) di Beverstone e di Elizabeth Bettershorne.
I coniugi FitzAlan ebbero due figli:
- John FitzAlan, XIV conte di Arundel, che reclamò ed ottenne il titolo contale;
- William FitzAlan, XVI conte di Arundel, che sposò Joan Neville, figlia di Richard Neville, V conte di Salisbury.

## Ascendenza
|                                                 |                     |                                               | Genitori                                     |  |  | Nonni |  |  | Bisnonni                             |  |  | Trisnonni                            |  |
|                                                 |                     |                                               |                                              |  |  |       |  |  | Richard FitzAlan, X conte di Arundel |  |  | Edmund FitzAlan, IX conte di Arundel |  |
|                                                 |                     |                                               |                                              |  |  |       |  |  | Richard FitzAlan, X conte di Arundel |  |  | Edmund FitzAlan, IX conte di Arundel |  |
|                                                 |                     | Alice de Warenne                              |                                              |  |  |       |  |  | Richard FitzAlan, X conte di Arundel |  |  |                                      |  |
| John FitzAlan, I barone Arundel                 |                     |                                               |                                              |  |  |       |  |  | Richard FitzAlan, X conte di Arundel |  |  |                                      |  |
|                                                 |                     | Eleanor di Lancaster                          | Henry, III conte di Lancaster                |  |  |       |  |  |                                      |  |  |                                      |  |
|                                                 |                     | Eleanor di Lancaster                          | Henry, III conte di Lancaster                |  |  |       |  |  |                                      |  |  |                                      |  |
|                                                 |                     | Eleanor di Lancaster                          | Maud de Chaworth                             |  |  |       |  |  |                                      |  |  |                                      |  |
| John FitzAlan, II barone Arundel                |                     | Eleanor di Lancaster                          |                                              |  |  |       |  |  |                                      |  |  |                                      |  |
|                                                 |                     | John Mautravers                               | John Maltravers, I barone Maltravers         |  |  |       |  |  |                                      |  |  |                                      |  |
|                                                 |                     | John Mautravers                               | John Maltravers, I barone Maltravers         |  |  |       |  |  |                                      |  |  |                                      |  |
|                                                 |                     | John Mautravers                               | Milicent de Berkeley                         |  |  |       |  |  |                                      |  |  |                                      |  |
| Eleanor Maltravers, II baronessa Maltravers     |                     | John Mautravers                               |                                              |  |  |       |  |  |                                      |  |  |                                      |  |
|                                                 |                     | Gwenthlian                                    | …                                            |  |  |       |  |  |                                      |  |  |                                      |  |
|                                                 |                     | Gwenthlian                                    | …                                            |  |  |       |  |  |                                      |  |  |                                      |  |
|                                                 |                     | Gwenthlian                                    | …                                            |  |  |       |  |  |                                      |  |  |                                      |  |
| John FitzAlan, XIII conte di Arundel            |                     | Gwenthlian                                    |                                              |  |  |       |  |  |                                      |  |  |                                      |  |
|                                                 | Edward le Despenser | Hugh Despenser, I barone Despenser            |                                              |  |  |       |  |  |                                      |  |  |                                      |  |
|                                                 | Edward le Despenser | Hugh Despenser, I barone Despenser            |                                              |  |  |       |  |  |                                      |  |  |                                      |  |
|                                                 | Edward le Despenser | Eleanor de Clare                              |                                              |  |  |       |  |  |                                      |  |  |                                      |  |
| Edward le Despencer, I barone le Despencer      | Edward le Despenser |                                               |                                              |  |  |       |  |  |                                      |  |  |                                      |  |
|                                                 |                     | Anne de Ferrers                               | William Ferrers, I barone Ferrers di Groby   |  |  |       |  |  |                                      |  |  |                                      |  |
|                                                 |                     | Anne de Ferrers                               | William Ferrers, I barone Ferrers di Groby   |  |  |       |  |  |                                      |  |  |                                      |  |
|                                                 |                     | Anne de Ferrers                               | Ellen Stewart                                |  |  |       |  |  |                                      |  |  |                                      |  |
| Elizabeth le Despenser                          |                     | Anne de Ferrers                               |                                              |  |  |       |  |  |                                      |  |  |                                      |  |
|                                                 |                     | Bartholomew de Burghersh, II barone Burghersh | Bartholomew de Burghersh, I barone Burghersh |  |  |       |  |  |                                      |  |  |                                      |  |
|                                                 |                     | Bartholomew de Burghersh, II barone Burghersh | Bartholomew de Burghersh, I barone Burghersh |  |  |       |  |  |                                      |  |  |                                      |  |
|                                                 |                     | Bartholomew de Burghersh, II barone Burghersh | Elizabeth de Verdun                          |  |  |       |  |  |                                      |  |  |                                      |  |
| Elizabeth de Burghersh, III baronessa Burghersh |                     | Bartholomew de Burghersh, II barone Burghersh |                                              |  |  |       |  |  |                                      |  |  |                                      |  |
|                                                 |                     | Cecily de Weyland                             | Richard de Weyland                           |  |  |       |  |  |                                      |  |  |                                      |  |
|                                                 |                     | Cecily de Weyland                             | Richard de Weyland                           |  |  |       |  |  |                                      |  |  |                                      |  |
|                                                 |                     | Cecily de Weyland                             | Joan de Ufford                               |  |  |       |  |  |                                      |  |  |                                      |  |
|                                                 |                     | Cecily de Weyland                             |                                              |  |  |       |  |  |                                      |  |  |                                      |  |